# Amager Scenen
Amager Scenen was een theater in Kopenhagen, gevestigd in Amager Centret. Het theater werd in 1970 opgericht en in 1976 geopend. Onder oprichter Sejr Volmer-Sørensen beleefde het theater zijn hoogtijdagen met revues, kluchten en operettes. De grootste successen van het theater waren Den spanske fl ue door Franz Arnold en Ernst Bach in 1991, Czardafyrstinden door Leon Stein en Bela Jenbach in 1993 en Mød mig på Cassiopeia door Fleming Lynge en Børge Müller in 1995. Ondanks een wijziging van het repertoire in het seizoen 1997/1998 ontstonden er onder de leiding van Martin Miehe-Renard financiële problemen, en moest het theater in 1998 sluiten vanwege hun faillissement.

## Directie
- 1976-1982: Sejr Volmer-Sørensen
- 1982-1989: Jørgen Buckhøj
- 1989-1997: Jan Hertz[5]
- 1997-1998: Martin Miehe-Renard